# یوچن
یوچن (به فرانسوی: Uchon) یک کمون در فرانسه است که در بورگوین واقع شده‌است.

## خصوصیات
یوچن ۱۱٫۸۶ کیلومترمربع مساحت و ۹۹ نفر جمعیت دارد و ۶۸۳ متر بالاتر از سطح دریا واقع شده‌است.